# Zeillern
Zeillern est une commune autrichienne du district d'Amstetten en Basse-Autriche.

## Histoire

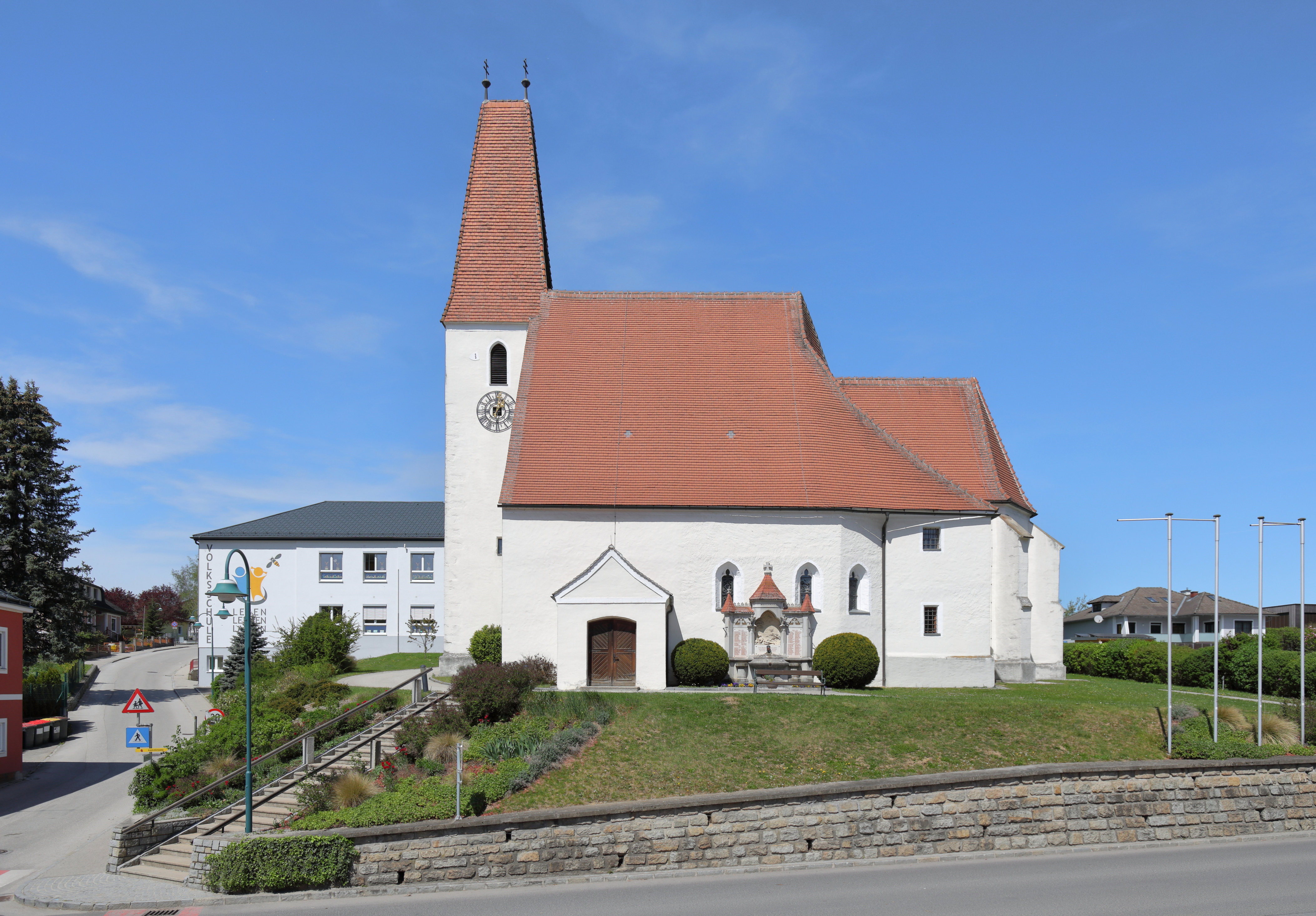
Église